# Xenoplagia setosa
Xenoplagia setosa là một loài ruồi trong họ Tachinidae.